# إرنست لارسن
إرنست لارسن (بالنرويجية البوكمول: Ernst Larsen)‏ هو منافس ألعاب قوى نرويجي، ولد في 18 يوليو 1926 في تروندهايم في النرويج، وتوفي بنفس المكان في 2 ديسمبر 2015.

## وصلات خارجية
- إرنست لارسن على موقع رابطة إحصائيات سباق الطريق (الإنجليزية)
- إرنست لارسن على موقع اللجنة الأولمبية الدولية (الإنجليزية)
- إرنست لارسن على موقع أوليمبيديا (الإنجليزية)